# 愛のリメンバー
「愛のリメンバー」（あいのリメンバー）は1967年10月20日に発売された寺内タケシとバニーズの楽曲である。

## 解説
- 前作「運命」（アルバム『レッツゴー運命』からのシングルカット）の発売から僅か20日後の発売となった。
- 作詞・作曲はバニーズのメンバーの一人鈴木義之による。鈴木義之が手がけたバニーズの作品はこの曲が最初で最後となった。前作までのエレキ中心のサウンドから離れ、流麗なストリングスを導入した曲。鈴木義之と黒沢博がデュエットで歌ってヒットした。バニーズがレギュラー出演していた『プラチナゴールデンショー』（日本テレビ）でよく歌っていた。オリコンチャートの最高順位は35位、4.5万枚を売り上げた。
- カバー版はスラップスティック版（1980年のアルバム『モロGS』に収録）、近田春夫&ハルヲフォン版（1994年発売のアルバム『ハルヲフォン・メモリアル』に収録）がある。
- B面は「二人の噴水」（ささきひろと 作詞、荻野達也 作曲）。女声スキャットを導入した曲。

## 収録曲
1. 愛のリメンバー（HIT-716）
  - 作詞・作曲：鈴木義之[1]
2. 二人の噴水
  - 作詞：ささきひろと／作曲：荻野達也